# Powiat słupecki

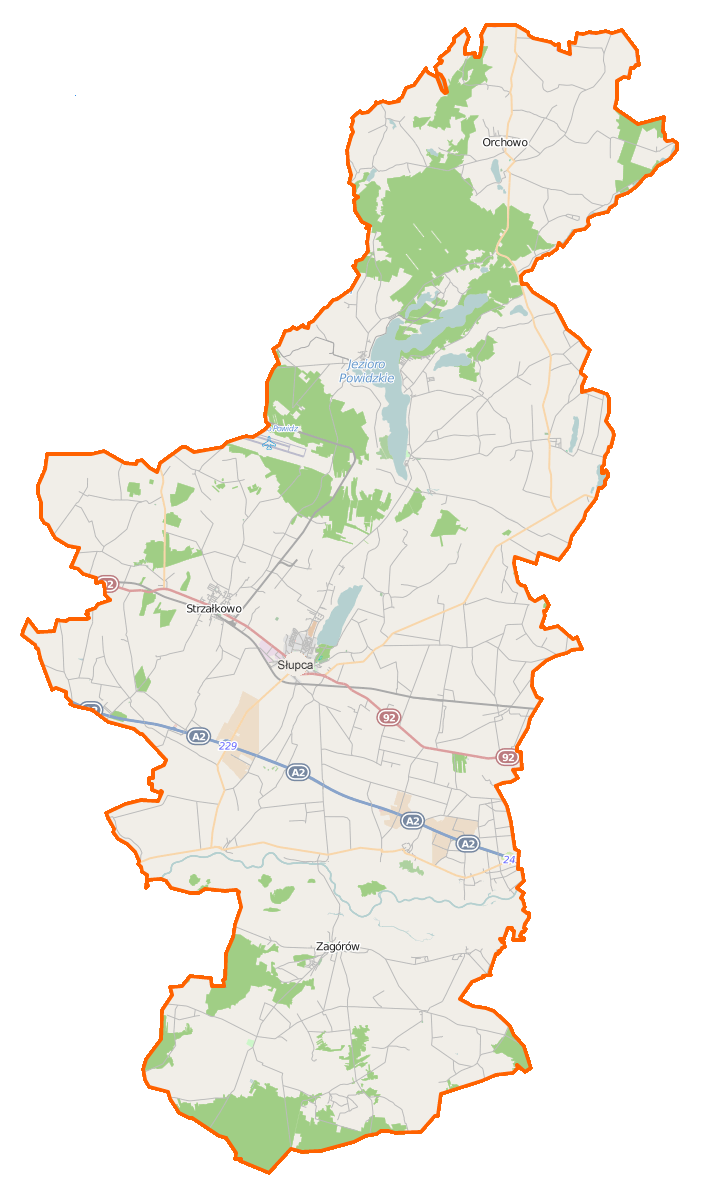
Mapa powiatu

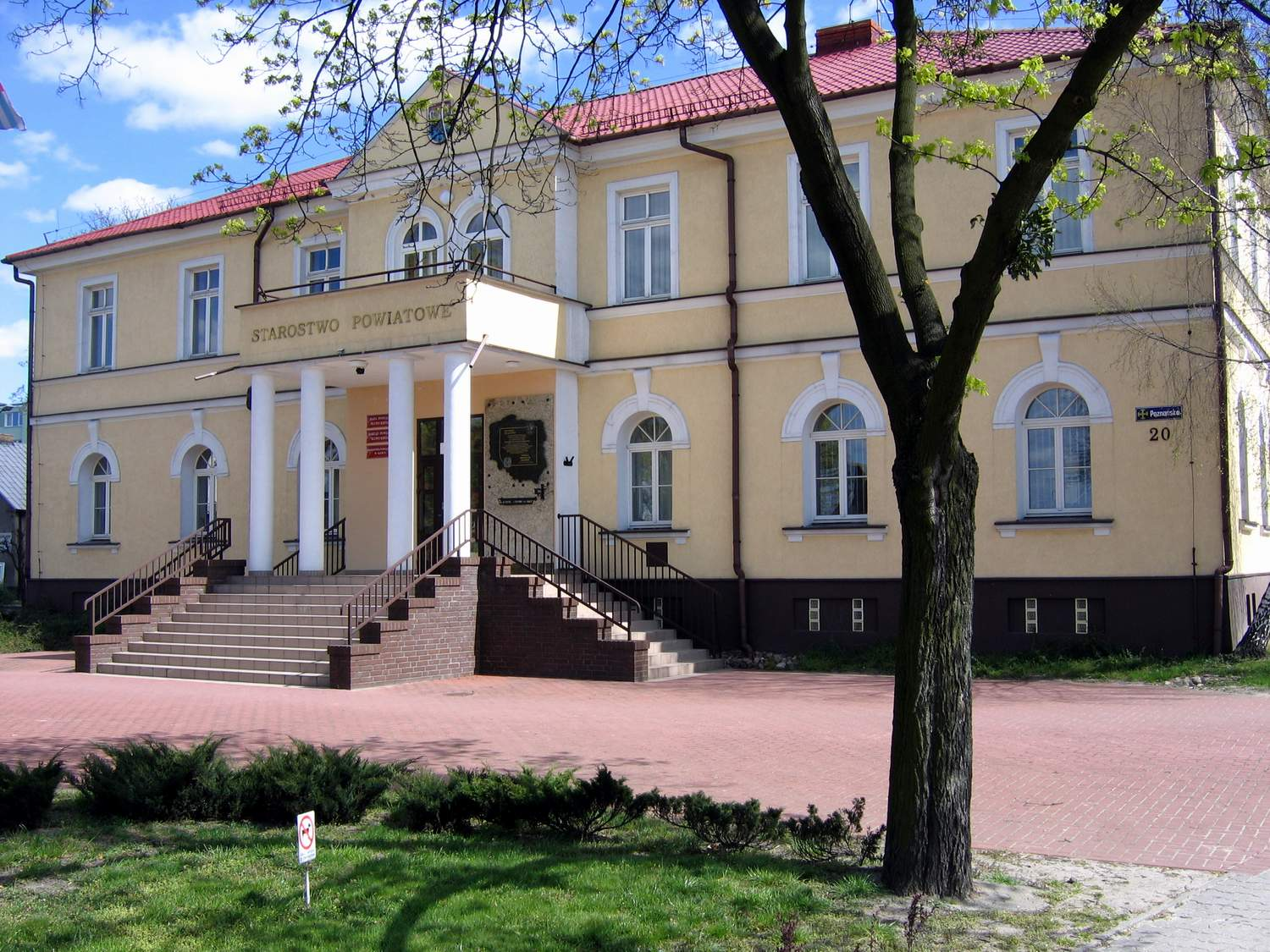
Budynek starostwa

Powiat słupecki – powiat w Polsce, we wschodniej części województwa wielkopolskiego, z siedzibą w Słupcy; przywrócony w wyniku reformy administracyjnej przeprowadzonej w 1999.
Powiat słupecki powstał w 1867 w wyniku wydzielenia z zachodniej części powiatu konińskiego w guberni kaliskiej Królestwa Polskiego.
Przez powiat słupecki przebiega autostrada A2 i droga krajowa nr 92 oraz linia kolejowa nr 3.
Według danych z 31 grudnia 2019 roku powiat zamieszkiwało 59 077 osób. Natomiast według danych z 30 czerwca 2020 roku powiat zamieszkiwało 59 029 osób.

## Podział administracyjny
W skład powiatu wchodzą:
- gminy miejskie: Słupca
- gminy miejsko-wiejskie: Zagórów
- gminy wiejskie: Lądek, Orchowo, Ostrowite, Powidz, Słupca, Strzałkowo
- miasta: Słupca, Zagórów

## Położenie
Powiat słupecki znajduje się w środkowo-wschodniej części województwa wielkopolskiego; cechuje go wydłużony południkowy kształt. Sąsiaduje z 4 powiatami województwa wielkopolskiego: od północnego zachodu z powiatem gnieźnieńskim, od zachodniej strony z powiatem wrzesińskim, od południa z pleszewskim, od wschodu z konińskim. Od północy z powiatem mogileńskim, należącym do województwa kujawsko-pomorskiego. Gminy powiatu słupeckiego przed reformą administracyjną należały do województwa konińskiego. W granicach powiatu leży jezioro Powidzkie – największe jezioro w województwie wielkopolskim.

## Historia
Dzisiejszy powiat słupecki jest czwartym w historii powiatem z siedzibą w Słupcy.
1867–1918

Pierwszy powiat słupecki istniał w latach 1867–1918 w ramach guberni kaliskiej, utworzonej przez władze carskie w Królestwie Polskim na mocy ukazu z 31 grudnia 1866 roku. Gubernia kaliska (utworzona 23 lutego 1837 na miejscu województwa kaliskiego) i dzieliła się na 8 powiatów (ujazdów): kaliski, kolski, koniński, łęczycki, sieradzki, słupecki, turecki, wieluński; oraz na 142 gminy.
1919–1932

Drugi powiat słupecki istniał w latach 1919–1932. Na podstawie tymczasowej ustawy o organizacji władz administracyjnych II Rzeczypospolitej utworzono m.in. województwo łódzkie, w skład którego wszedł powiat słupecki. W 1930 roku województwo łódzkie było podzielone na 13 powiatów ziemskich oraz 1 miejski. W skład województwa wchodziło 46 miast (1930) i 232 gminy. Z dniem 1 kwietnia 1932 powiat został zniesiony a jego terytorium przyłączono do powiatu konińskiego w województwie łódzkim.
1956–1972

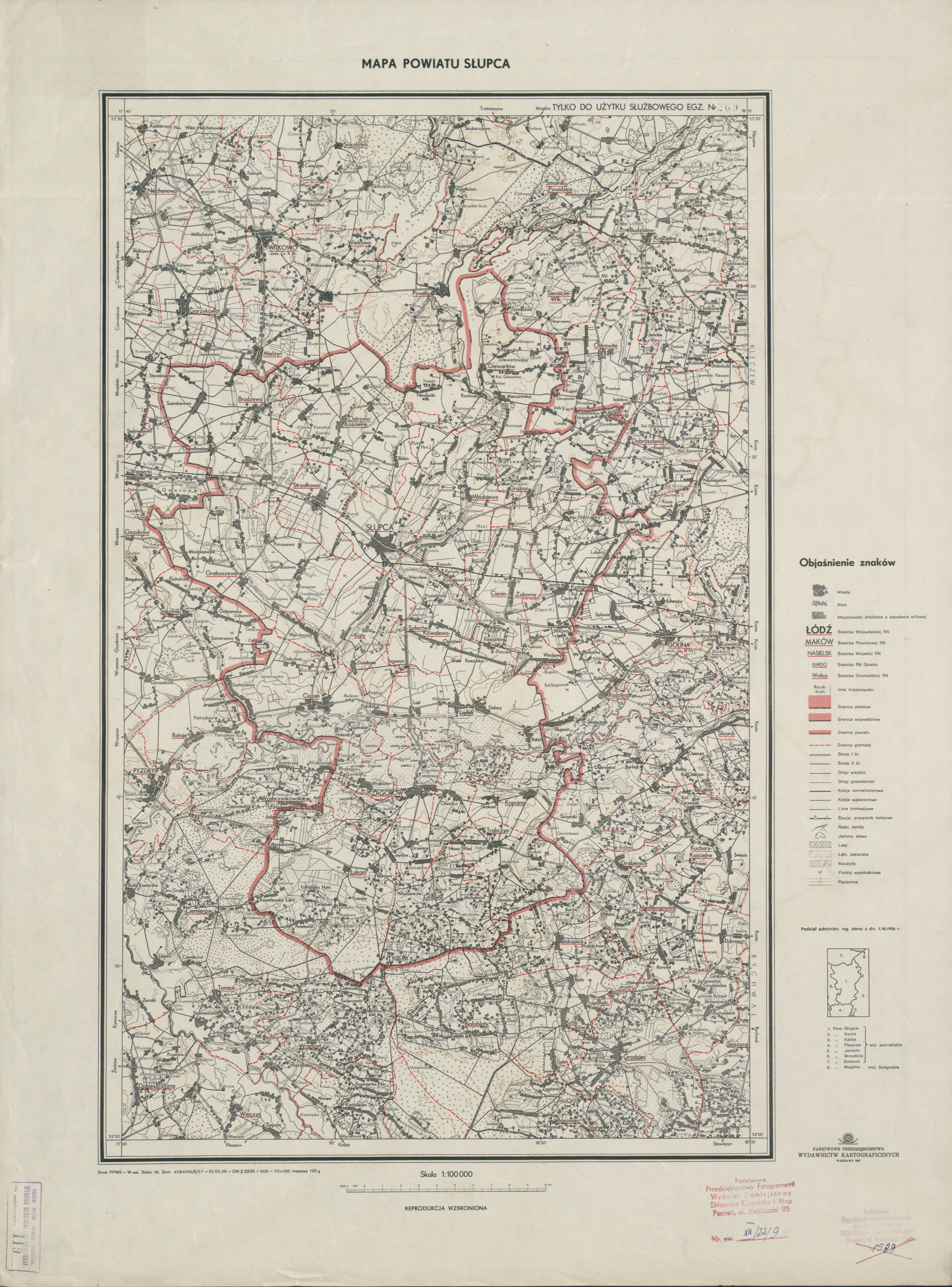
Mapa powiatu, druk – 10 lipca 1956 (zbiory Archiwum Państwowego w Poznaniu)

Powiat słupecki został powołany po raz trzeci dnia 1 stycznia 1956 roku w województwie poznańskim, czyli 15 miesięcy po wprowadzeniu gromad w miejsce dotychczasowych gmin (29 września 1954) jako podstawowych jednostek administracyjnych PRL. Na powiat słupecki złożyły się 2 miasta i 18 gromad, które wyłączono z dwóch ościennych powiatów w tymże województwie:
- z powiatu konińskiego:
- miasta Słupca i Zagórów,
  - gromady Cienin Kościelny, Cienin Zaborny, Drążna, Giewartów, Grabina, Kopojno, Kowalewo Sołectwo, Lądek, Łukom, Młodojewo, Trąbczyn i Zagórów.
- Z powiatu wrzesińskiego:
  - gromady Brudzewo, Ciążeń, Graboszewo, Kąty, Ostrowo Kościelne i Strzałkowo.

1 stycznia 1957 roku do powiatu słupeckiego przyłączono gromady Ostrowite i Siernicze Wielkie z powiatu konińskiego.
1 stycznia 1960 roku zniesiono gromadę Graboszewo (włączono do gromady Strzałkowo), a w 1961 roku gromadę Kąty (włączono do gromady Słupca). W 1971 roku zlikwidowano gromady Brudzewo i Ostrowo Kościelne a ich terytorium włączono do gromady Strzałkowo.
1973–1975

1 stycznia 1973 roku zniesiono gromady i osiedla, a w ich miejsce reaktywowano gminy. Powiat słupecki podzielono na 1 miasto i 5 gmin:
- miasta Słupca i Zagórów,
- gminy Lądek, Ostrowite, Słupca, Strzałkowo i Zagórów.

Powiat nie obejmował wówczas gminy Powidz, która należała do powiatu gnieźnieńskiego (woj. poznańskie) ani gminy Orchowo, którą powołano w powiecie mogileńskim w województwie bydgoskim.
1975–1998

Po reformie administracyjnej obowiązującej od 1 czerwca 1975 roku terytorium zniesionego powiatu słupeckiego włączono do nowo utworzonego województwa konińskiego.
15 stycznia 1976 roku w województwie konińskim zniesiono gminę Powidz i włączono ją do gminy Witkowo. 1 kwietnia 1983 roku z gminy Słupca wyłączono sołectwo Lubiecz i przyłączono je do gminy Golina. 1 lutego 1991 roku miasto i gminę Zagórów połączono we wspólną gminę miejsko-wiejską Zagórów. 30 grudnia 1994 roku przywrócono gminę Powidz. 27 listopada 1996 roku miasto Słupca określono jako gmina miejska.
1999 do dziś

Wraz z reformą administracyjną z 1999 roku przywrócono w województwie wielkopolskim powiat słupecki (po raz czwarty). W porównaniu z obszarem z 1975 roku powiat został zwiększony o gminy Powidz i Orchowo.
Powiat słupecki zajmuje powierzchnię 837,9 km², co stanowi 2,8% województwa wielkopolskiego i jest 14. pod względem powierzchni powiatem w województwie.

## Poczet starostów
- Władysław Mech (1923–1926),
- Eugeniusz Grzeszczak (1998–2001),
- Kazimierz Kazimierczak (2001–2002),
- Eugeniusz Grzeszczak (2002–2005),
- Michał Pyrzyk (2005–2006),
- Mariusz Roga (2006–2018),
- Jacek Bartkowiak (2018–2024),
- Marek Dąbrowski (2024–).

## Edukacja
Starosta jest organem prowadzącym następujących szkół:
- Liceum Ogólnokształcące im. Marszałka J. Piłsudskiego w Słupcy,
- Zespół Szkół Ekonomicznych im. Maksymiliana Jackowskiego w Słupcy,
- Zespół Szkół Zawodowych im. gen. Władysława Sikorskiego w Słupcy,
- Zespół Szkół Ogólnokształcących i Zawodowych im. Braci Kostaneckich w Zagórowie,
- Centrum Kształcenia Zawodowego i Ustawicznego w Strzałkowie,
- Specjalny Ośrodek Szkolno-Wychowawczy im. M. Grzegorzewskiej w Słupcy.

Dodatkowo funkcjonuje w strukturach powiatu Międzyszkolny Ośrodek Sportowy i Poradnia Psychologiczno-Pedagogiczna.

## Komunikacja
1. W powiecie słupeckim można wyróżnić trzy obszary o różnym stopniu rozwoju sieci drogowej.
- Centralna część powiatu (obejmująca gminy: Słupca, Lądek, Strzałkowo), w której sieć drogowa jest najlepiej rozwinięta, charakteryzuje się dogodnymi połączeniami drogowymi leżących tu miejscowości z miastem Słupca. Przez Gminę Lądek przebiega ponadto autostrada A2, co dodatkowo ułatwia szybkie przemieszczanie się na linii wschód – zachód.

Ważniejsze drogi: krajowa nr 92, wojewódzkie nr 260, nr 262, nr 263, nr 466 i nr 467, autostrada A2.
- Druga, południowa część sieci drogowej powiatu (obejmująca Gminę Zagórów), jest izolowana przez rzekę Wartę. Miejscowości tam położone mają dobre połączenie z Zagórowem. Z pozostałą częścią powiatu jest tylko jedno połączenie przez most nad Wartą w Lądzie. Brak jest w tej części dróg wojewódzkich.

- Trzecia, północna część sieci drogowej (obejmująca gminy Orchowo, Powidz i Ostrowite) charakteryzuje się chaotycznym przebiegiem dróg, uwarunkowanym występowaniem jezior.

Ważniejsza droga: droga wojewódzka nr 262.
2. Przez powiat słupecki przebiega także równoleżnikowo linia kolejowa Berlin – Moskwa. Na terenie powiatu usytuowanych jest pięć stacji kolejowych: w Wólce, Strzałkowie, Słupcy, Cienienie Zabornym i Cieninie Kościelnym.
Ze stacji znajdujących się w powiecie obsługiwanych przez pociągi PKP są bezpośrednie połączenia do: Poznania, Warszawy, Konina, Wrześni i innych mniejszych miast.

## Demografia
Liczba ludności (dane z 31 grudnia 2012):
|        | Ogółem | Ogółem | Kobiety | Kobiety | Mężczyźni | Mężczyźni |
| osób   | %      | osób   | %       | osób    | %         |           |
| ------ | ------ | ------ | ------- | ------- | --------- | --------- |
| Ogółem | 59 754 | 100    | 30 055  | 50,30   | 29 699    | 49,70     |
| Miasto | 17 117 | 28,65  | 8862    | 14,83   | 8255      | 13,81     |
| Wieś   | 42 637 | 71,35  | 21 193  | 35,47   | 21 444    | 35,89     |

▶Wieś vs ▶miasto
Ogółem (▶k, ▶m)
Miasto (▶k, ▶m)
Wieś (▶k, ▶m)
Pod względem liczby ludności powiat słupecki plasuje się na 22 miejscu pośród powiatów Wielkopolski. Współczynnik urbanizacji dla powiatu słupeckiego wynosi zaledwie 28,7% (17 117 mieszkańców miast), co oznacza, że zdecydowana większość ludności powiatu zamieszkuje wsie – ponad 71%. Fakt ten wynika z istnienia w powiecie słupeckim tylko dwóch niewielkich ośrodków miejskich – Słupcy i Zagórowa oraz z braku praw miejskich Strzałkowa, które jest drugą pod względem liczny mieszkańców miejscowością powiatu.
- Piramida wieku mieszkańców powiatu słupeckiego w 2014 roku[17]:

|  |

## Gospodarka
W końcu września 2019 liczba zarejestrowanych bezrobotnych w powiecie słupeckim obejmowała ok. 1,5 tys. mieszkańców, co stanowi stopę bezrobocia na poziomie 6,6% do aktywnych zawodowo.

## Miejsca i obiekty godne obejrzenia
Miasto Słupca
- Kościół pw. św. Leonarda w Słupcy.
- Kościół św. Wawrzyńca w Słupcy.
- Zajazd Pocztowy w Słupcy.
- Synagoga w Słupcy.
- Kopiec szwedzki – grodzisko kultury łużyckiej.

Gmina Lądek
- Nadwarciański Park Krajobrazowy.
- Rzeka Warta.
- Ciążeń – pałac biskupi, kościół św. Jana Chrzciciela.
- Ląd – Opactwo cystersów.
- Zespół dworski w Lądzie.
- Lądek – kościół św. Mikołaja.

Gmina Orchowo
- kościół parafialny pw. Wszystkich Świętych w Orchowie.
- kościół ewangelicki, ob. rzym.-kat. pod wezwaniem Niepokalanego Poczęcia NMP w Orchowie.

Gmina Ostrowite
- Giewartów – ośrodek wczasowy, zespół pałacowy.
- Kościół Podwyższenia Krzyża Świętego w Giewartowie.
- Kaplica św. Rocha w Giewartowie.
- Mieczownica – pałac, stadnina koni.
- Kościół Matki Bożej Częstochowskiej w Ostrowitem.
- Dąb Sokół.

Gmina Powidz
- Powidzki Park Krajobrazowy.
- Jezioro Powidzkie.
- Kościół św. Mikołaja w Powidzu.
- Gnieźnieńska Kolej Wąskotorowa.

Gmina Słupca
- Park w Młodojewie.
- Cmentarz ewangelicko-augsburski w Kochowie.

Gmina Strzałkowo
- Dwór w Młodziejewicach.
- Ruiny pałacu w Unii.
- Kościół św. Małgorzaty w Graboszewie.
- Pałac w Radłowie.
- Cmentarz jeńców wojennych i internowanych pod Strzałkowem.
- Kościół św. Doroty w Strzałkowie.

Gmina Zagórów
- Nadwarciański Park Krajobrazowy.
- Kościół Świętych Apostołów Piotra i Pawła w Zagórowie.
- Kościół św. Stanisława w Trąbczynie.
- Zagórów
- Zespół pałacowy w Kopojnie.
- Park dworski w Łukomiu.
- Kościół Ewangelicki.

## Ośrodki kultury
- Miejski Dom Kultury w Słupcy[19]
- Gminny Ośrodek Kultury w Lądku[20]
- Miejsko - Gminny Ośrodek Kultury w Zagórowie[21]
- Gminny Ośrodek Kultury w Strzałkowie[22]
- Dom Kultury Powidz[23]

## Biblioteki
- Miejska i Powiatowa Biblioteka Publiczna w Słupcy[24]
- Gminna Biblioteka Publiczna w Lądku[25]
- Biblioteka Publiczna Gminy Orchowo[26]
- Gminna Biblioteka Publiczna w Ostrowitem[27]
- Biblioteka Publiczna Gminy Powidz[28]
- Biblioteka Publiczna Gminy Strzałkowo[29]
- Biblioteka Publiczna Miasta i Gminy Zagórów[30]

## Policja
- Komenda Powiatowa Policji w Słupcy,
- Posterunek Policji w Zagórowie,
- Posterunek Policji w Orchowie,
- Posterunek Policji w Strzałkowie[31].
- Posterunek Policji w Powidzu.

## Jednostki Ochotniczej Straży Pożarnej wKSRG
- OSP  Bielsko
- OSP Kamień
- OSP Lądek
- OSP Orchowo
- OSP Ostrowite
- OSP Powidz
- OSP Słupca
- OSP Strzałkowo
- OSP Trąbczyn
- OSP Zagórów
- OSP Krępkowo[32]

## Fotogaleria

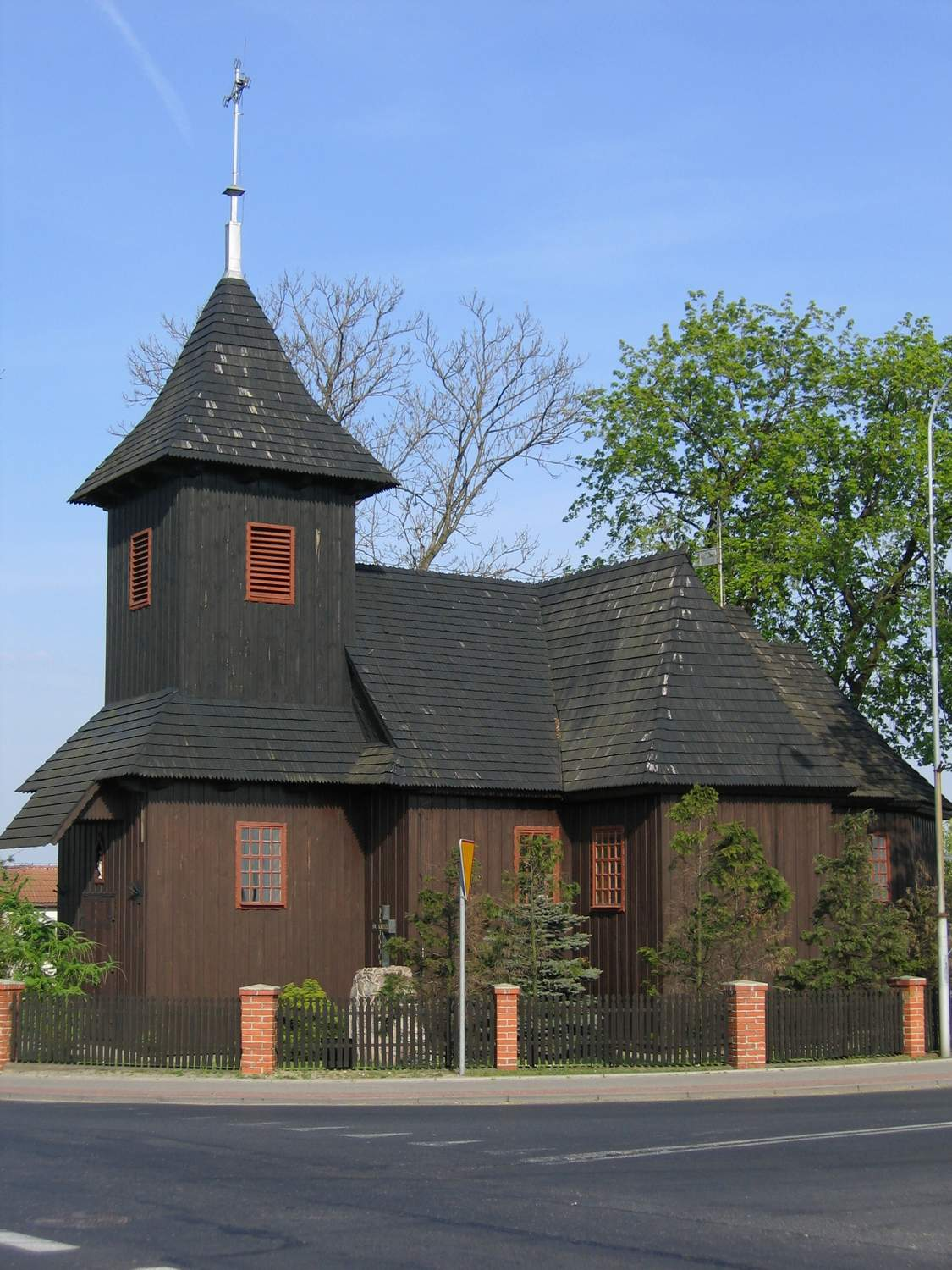
Kościół św. Leonarda w Słupcy
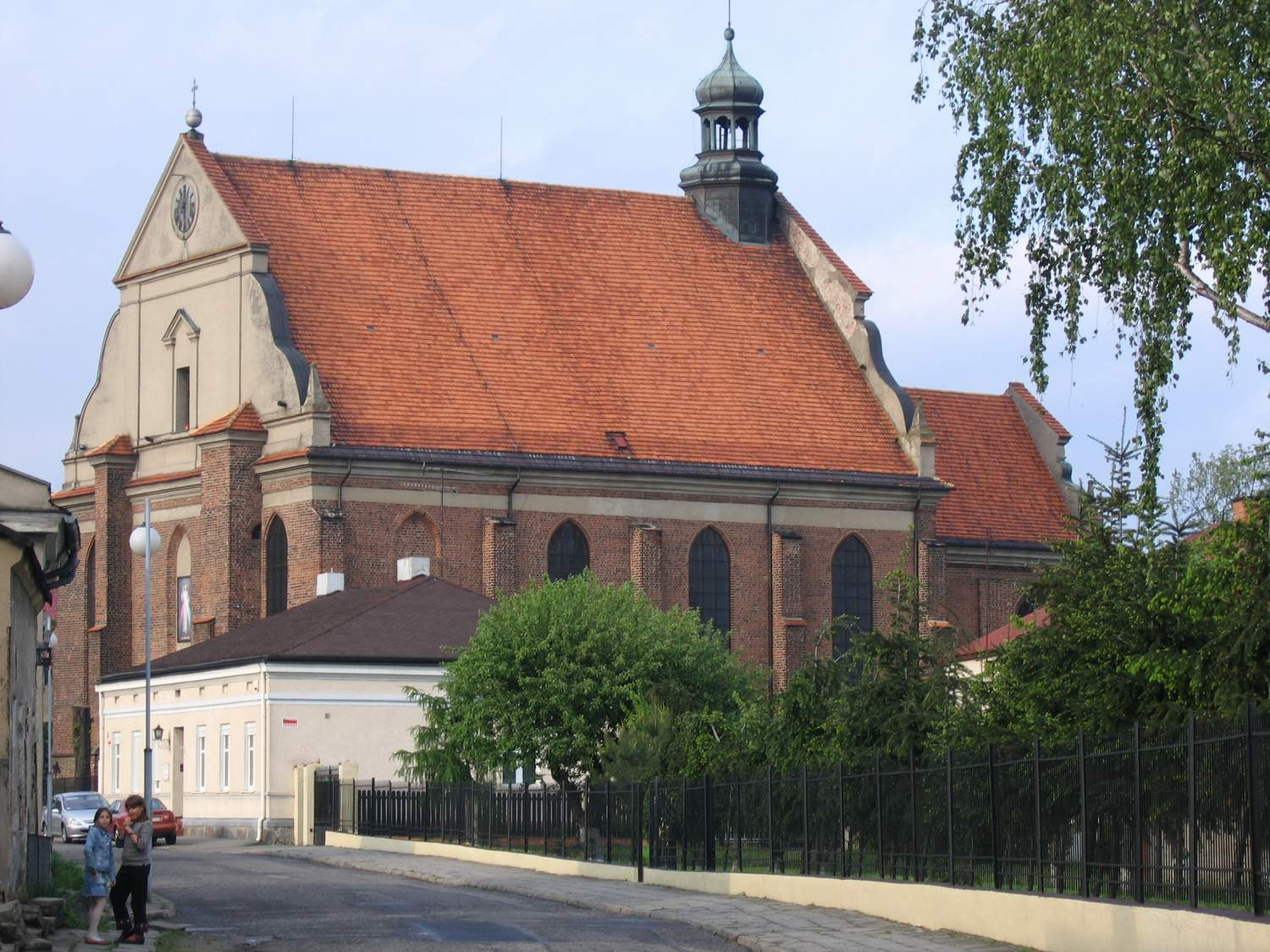
Kościół św. Wawrzyńca w Słupcy
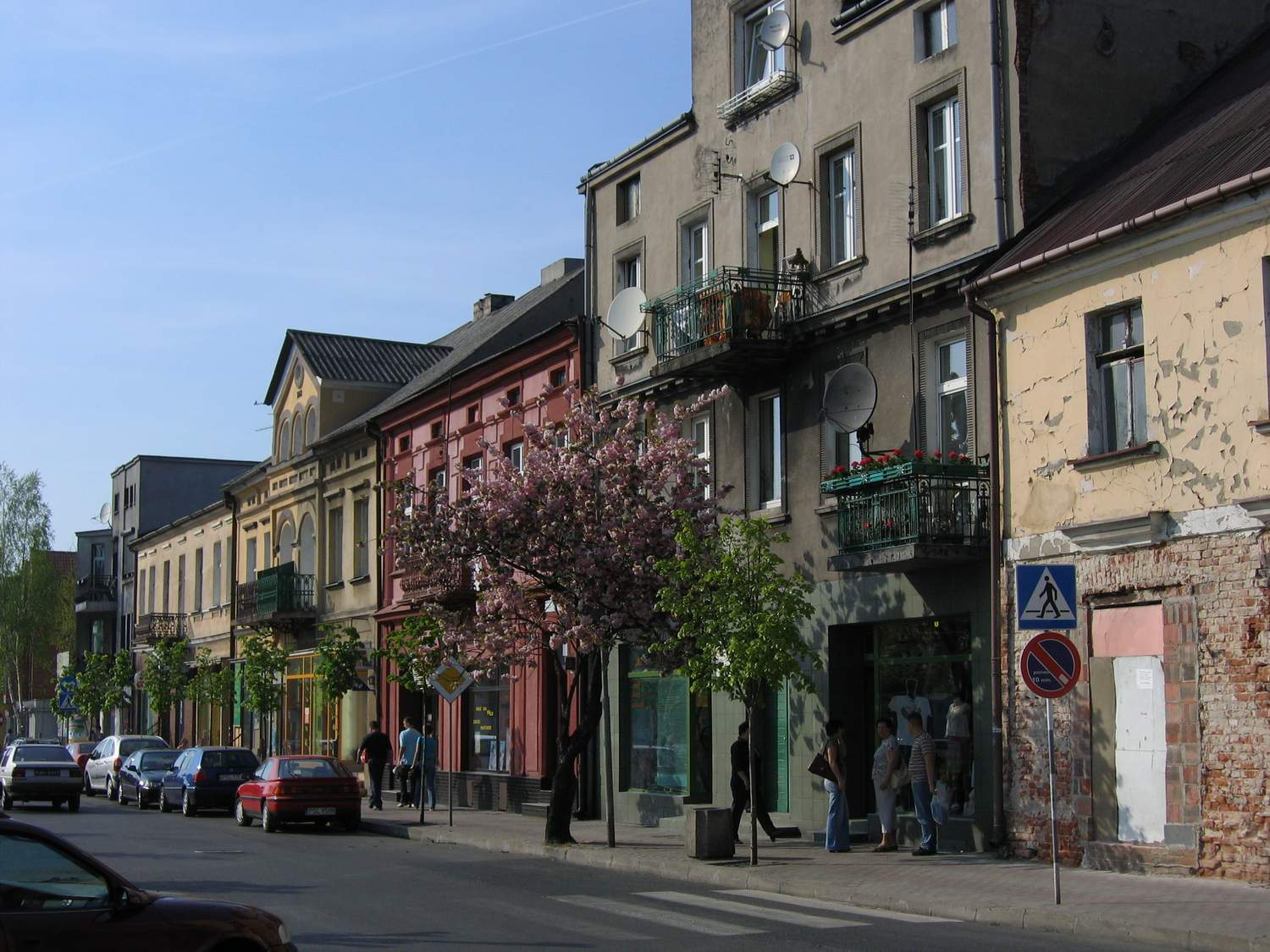
Plac Wolności – rynek w Słupcy
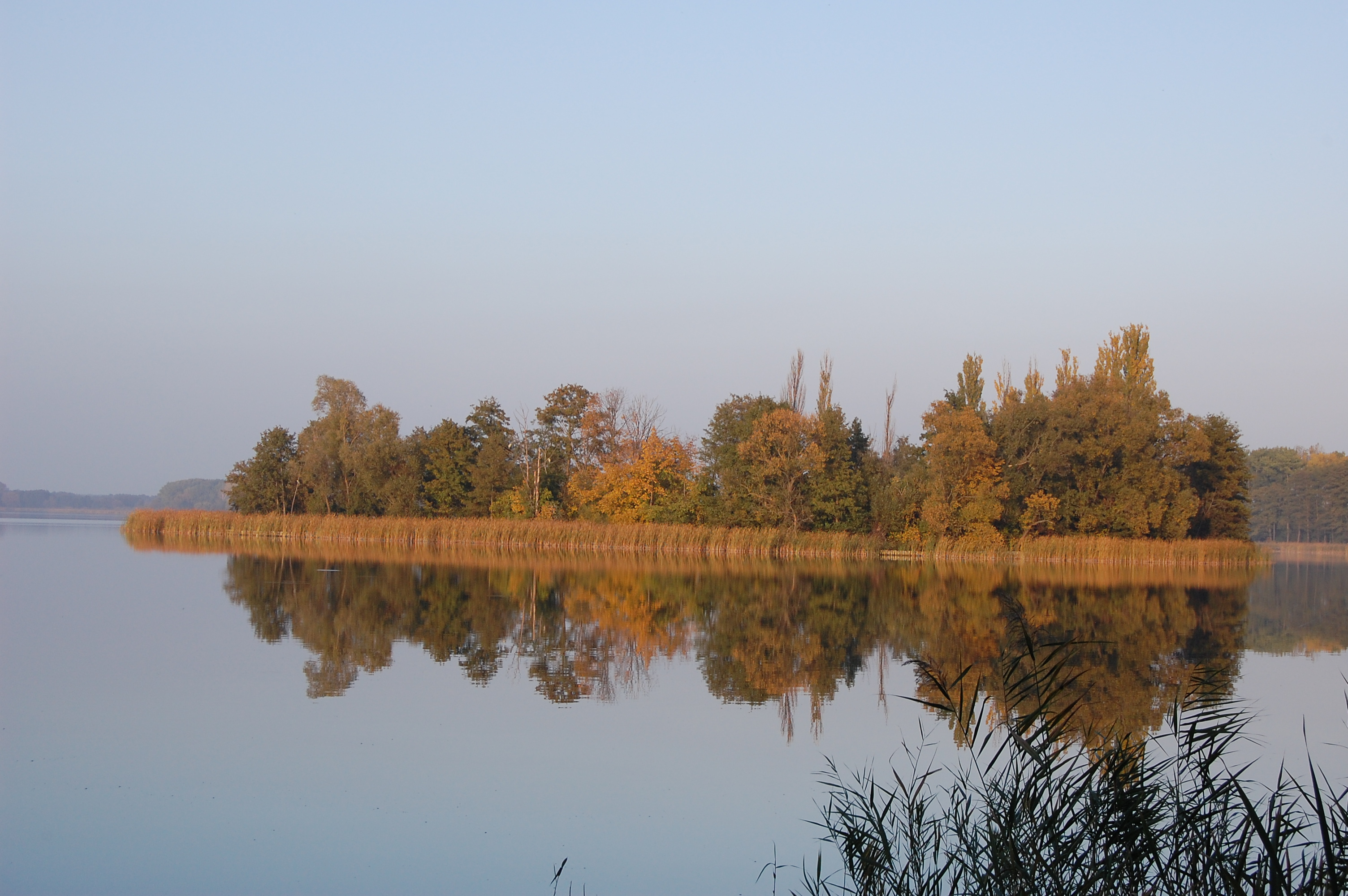
Grodzisko na Jeziorze Słupeckim
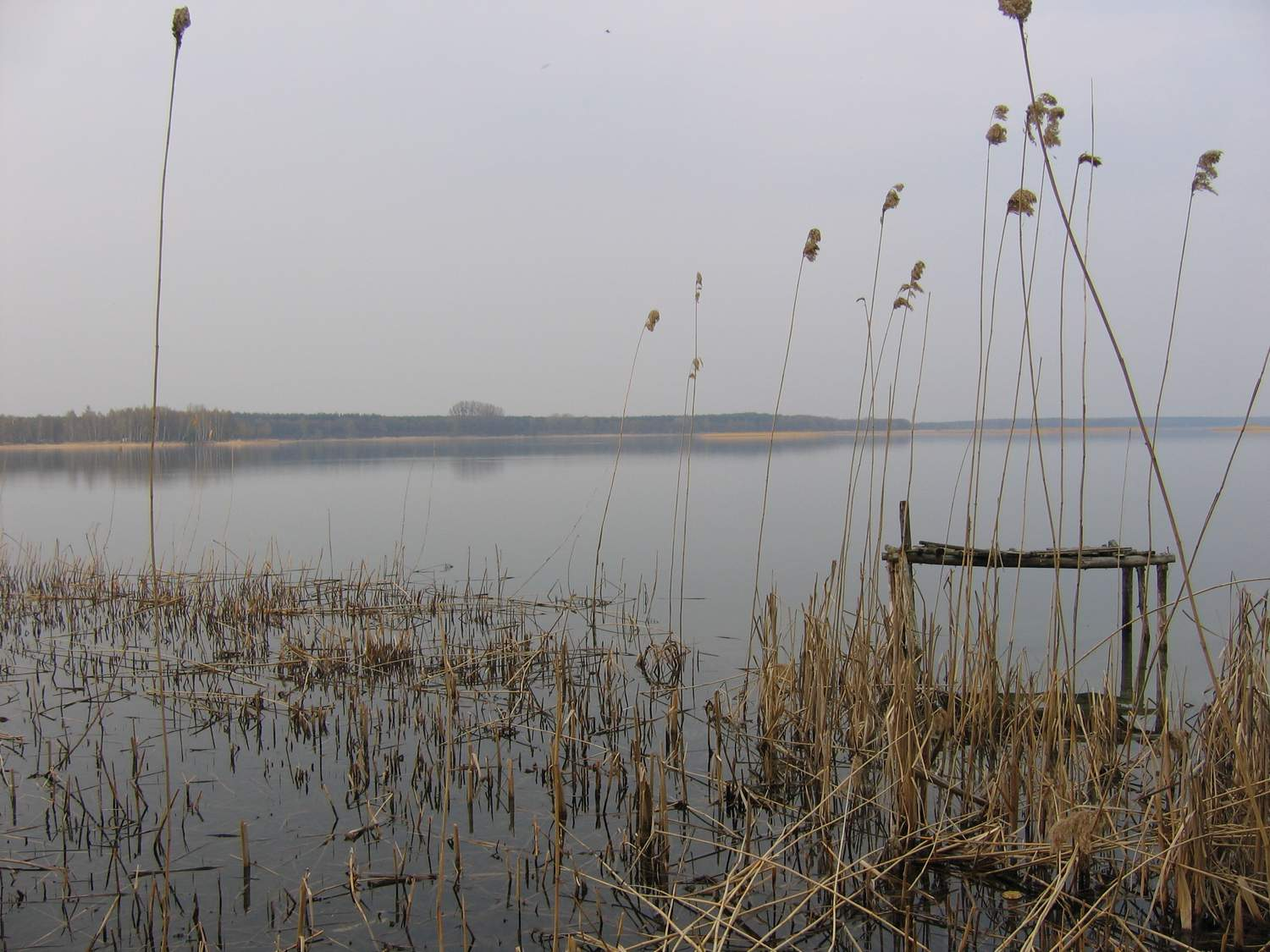
Jezioro Powidzkie
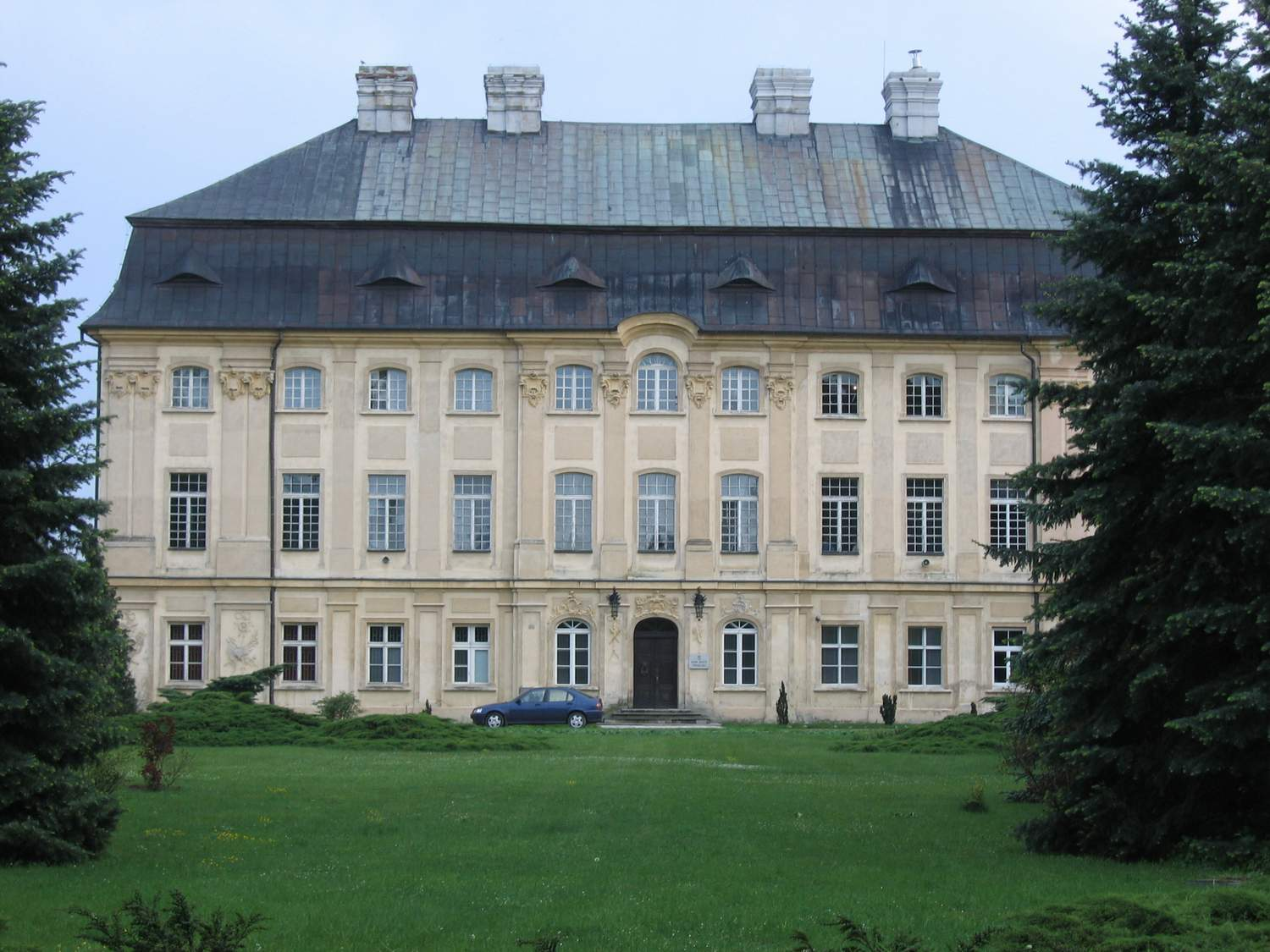
Pałac biskupi w Ciążeniu
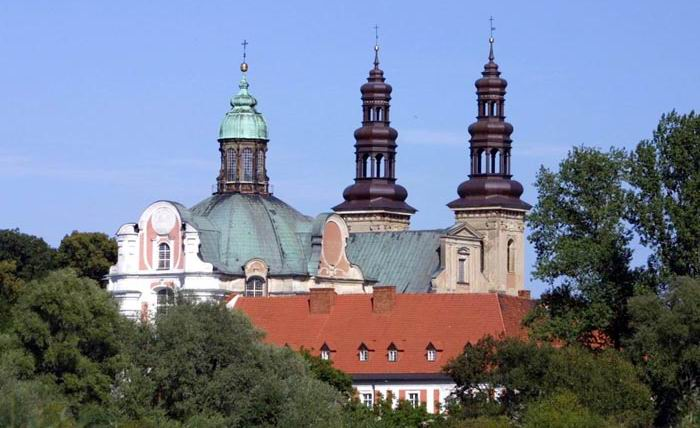
Dawne opactwo cystersów – Ląd
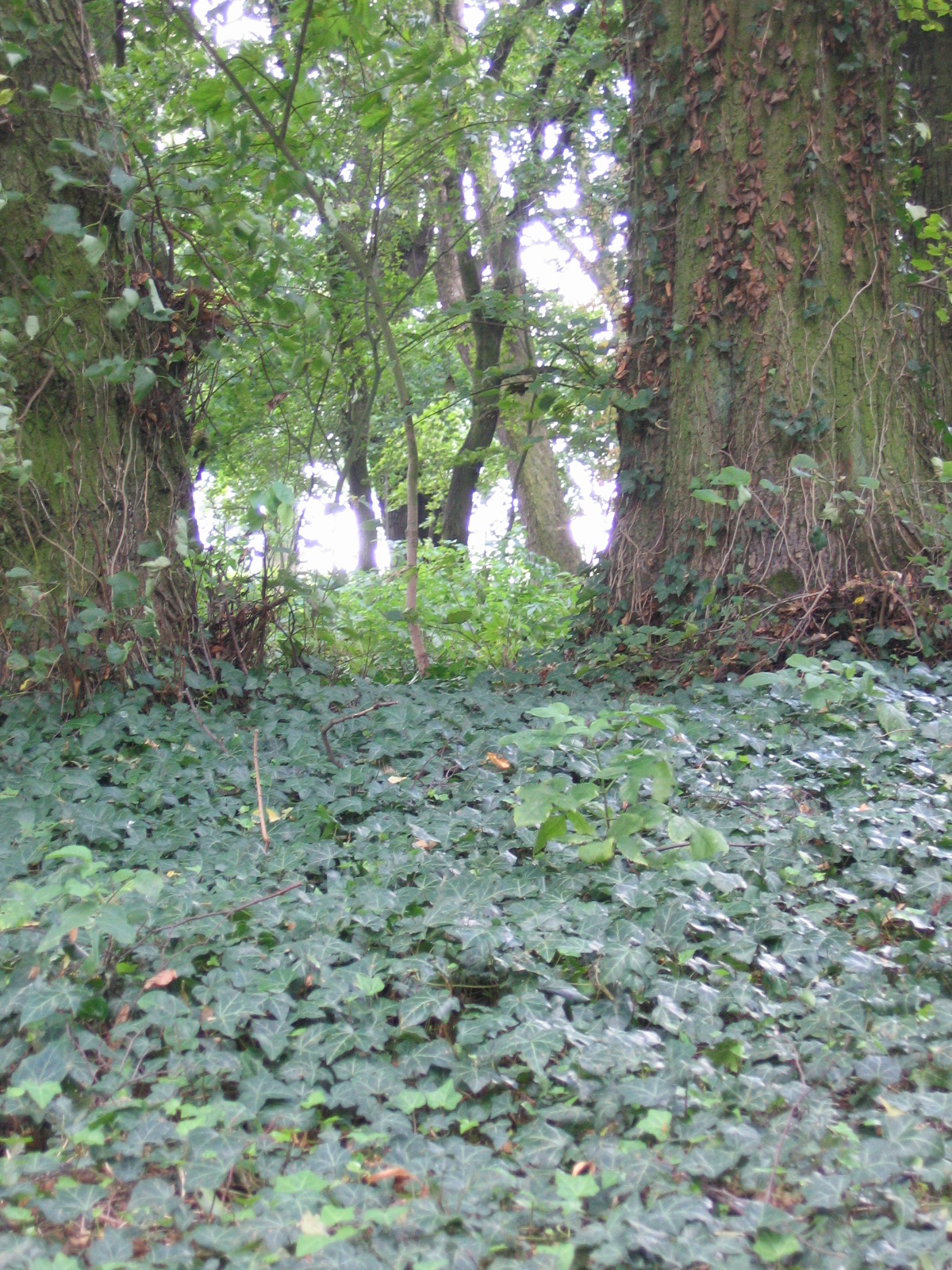
Park w Młodojewie
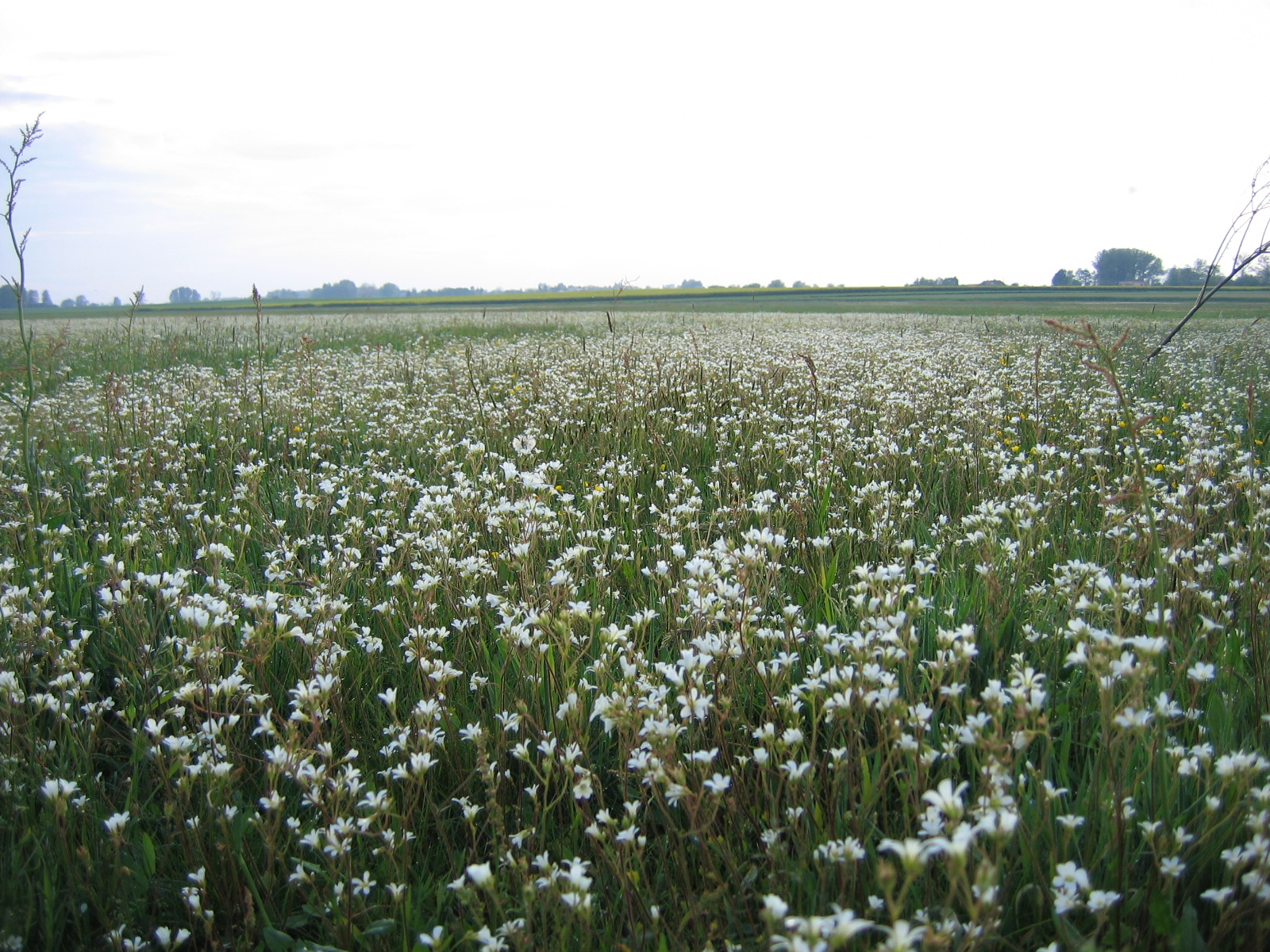
Łąki w Nadwarciańskim Parku Krajobrazowym
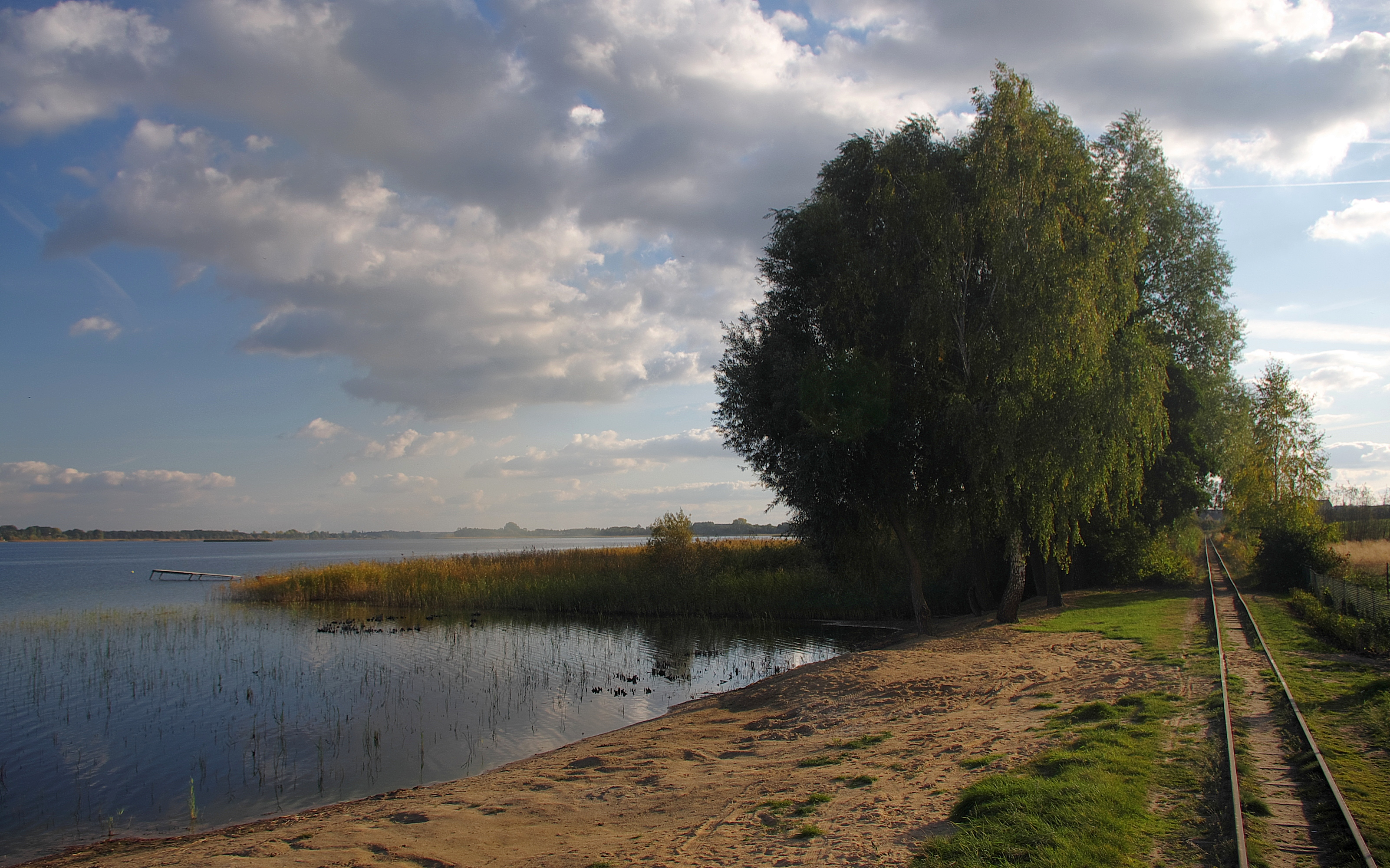
Fragment linii GKW nad Jeziorem Powidzkim
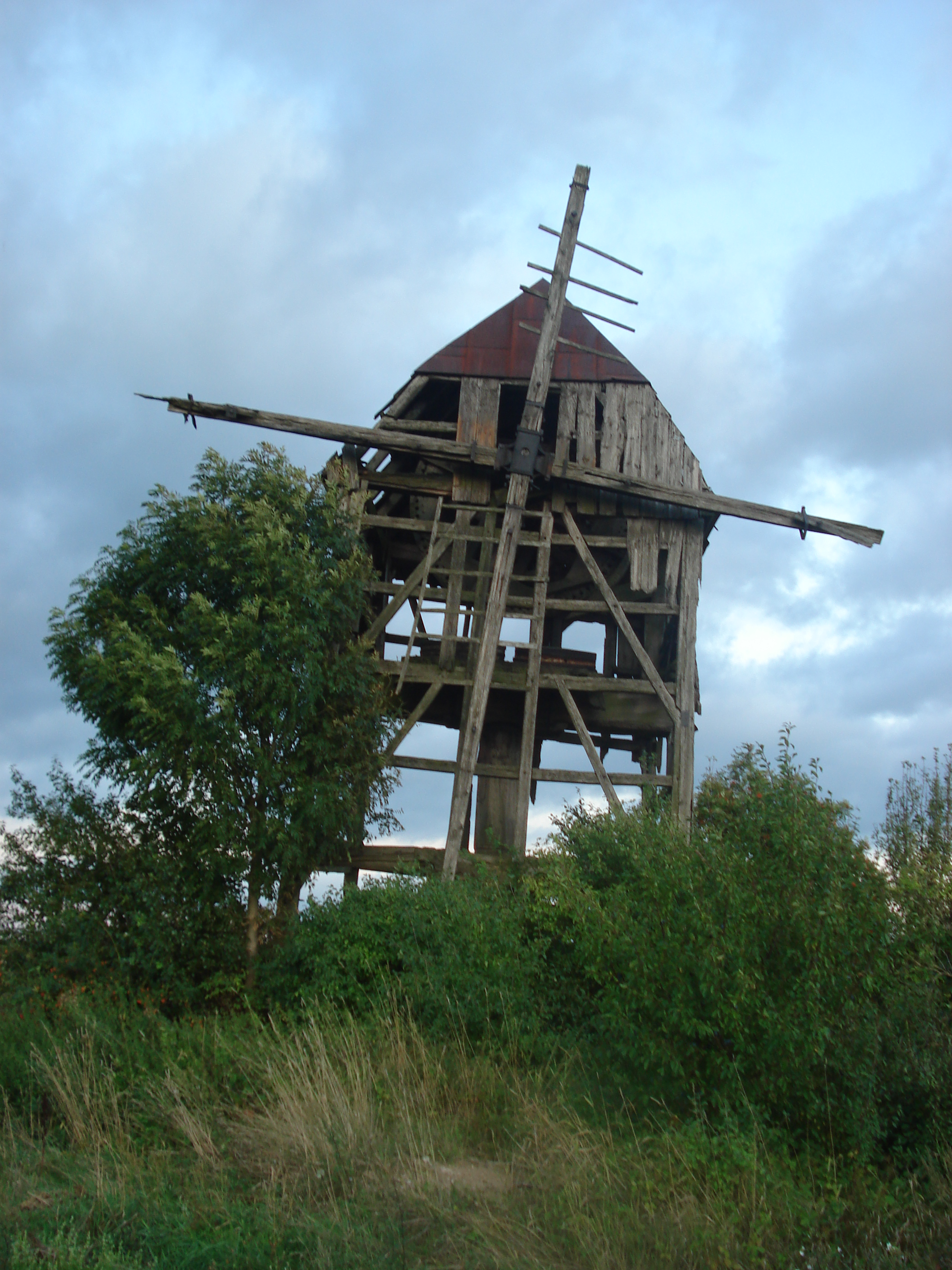
Młodziejewice – wiatrak typu koźlak
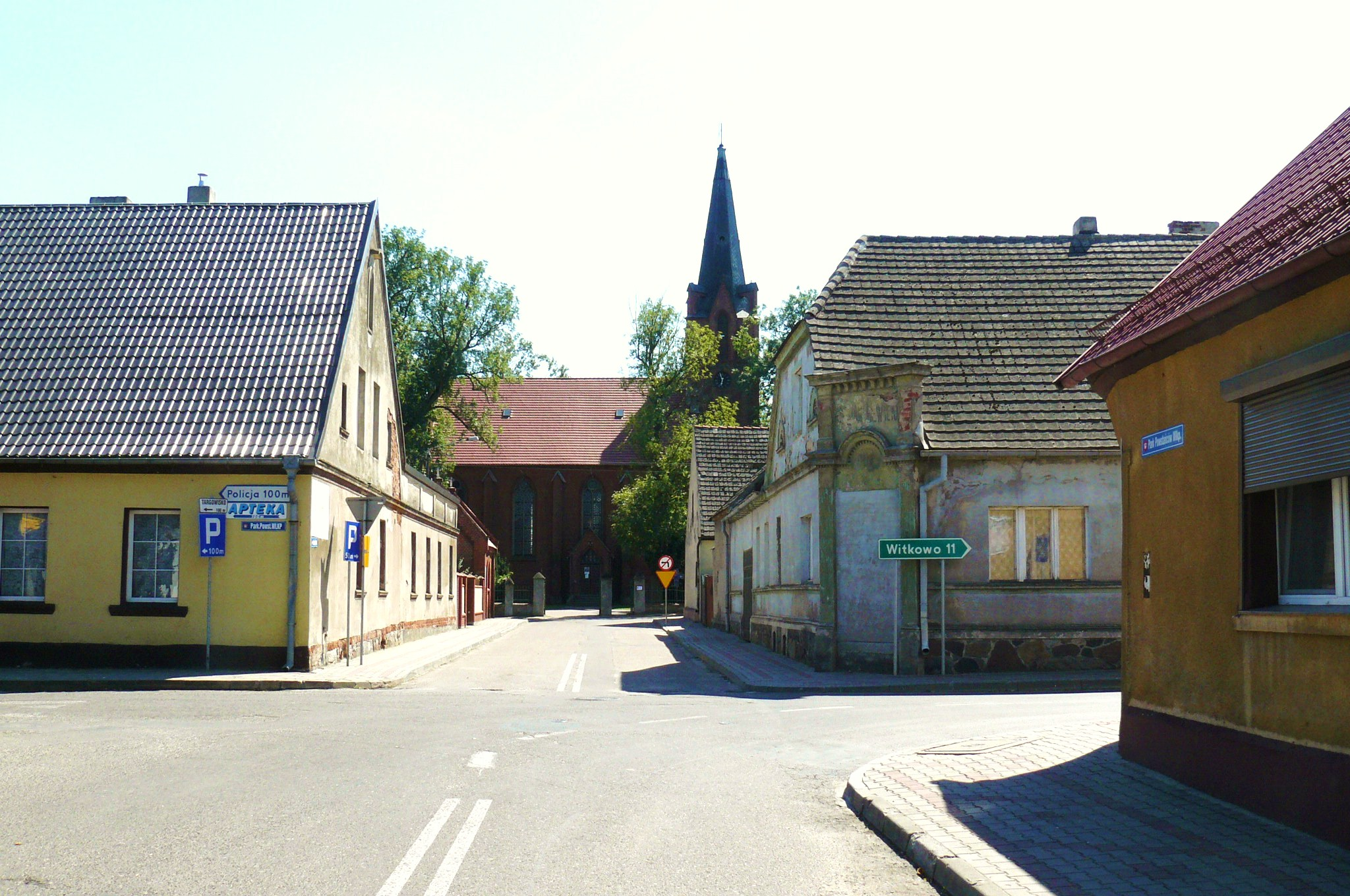
Powidz
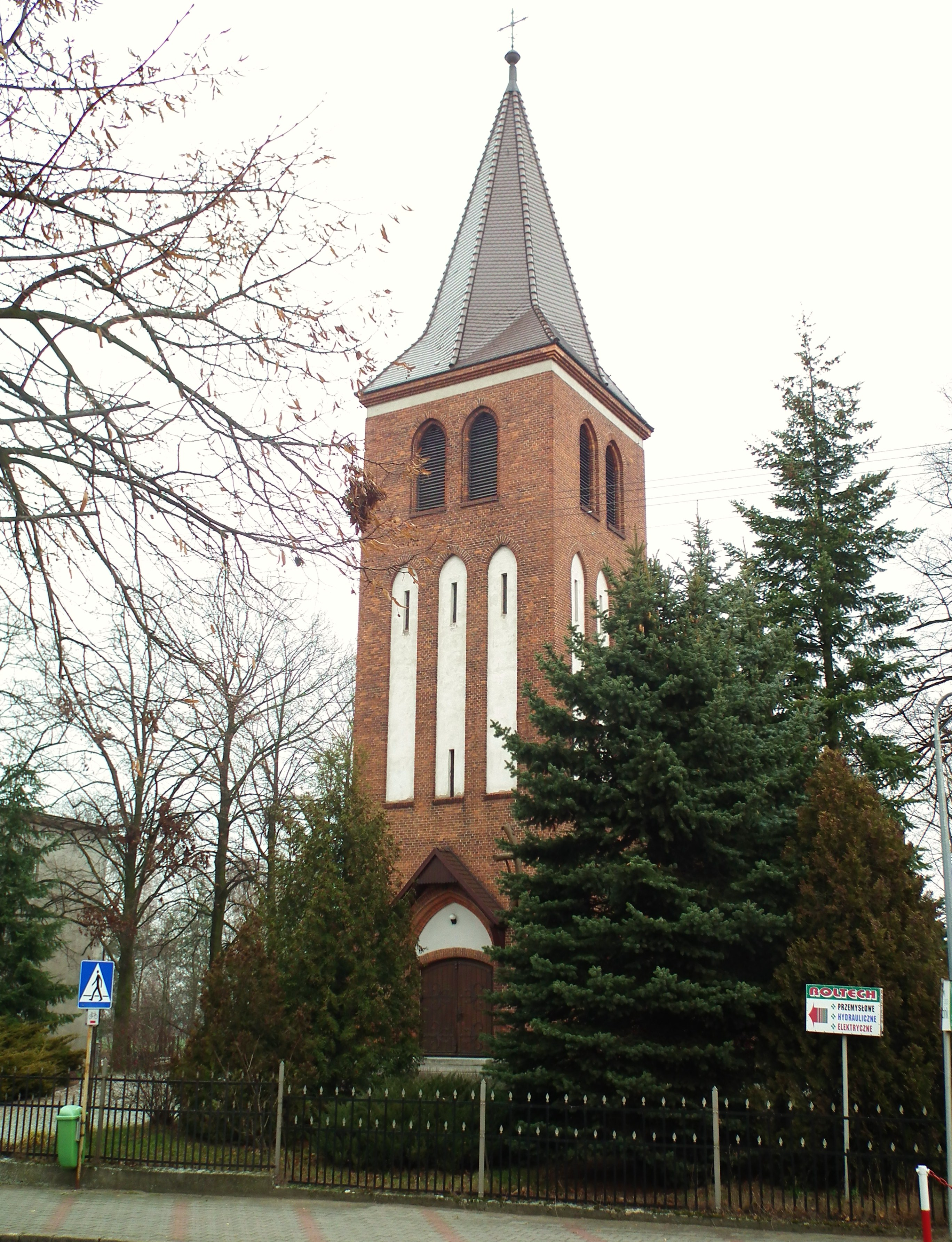
Kościół Orchowo
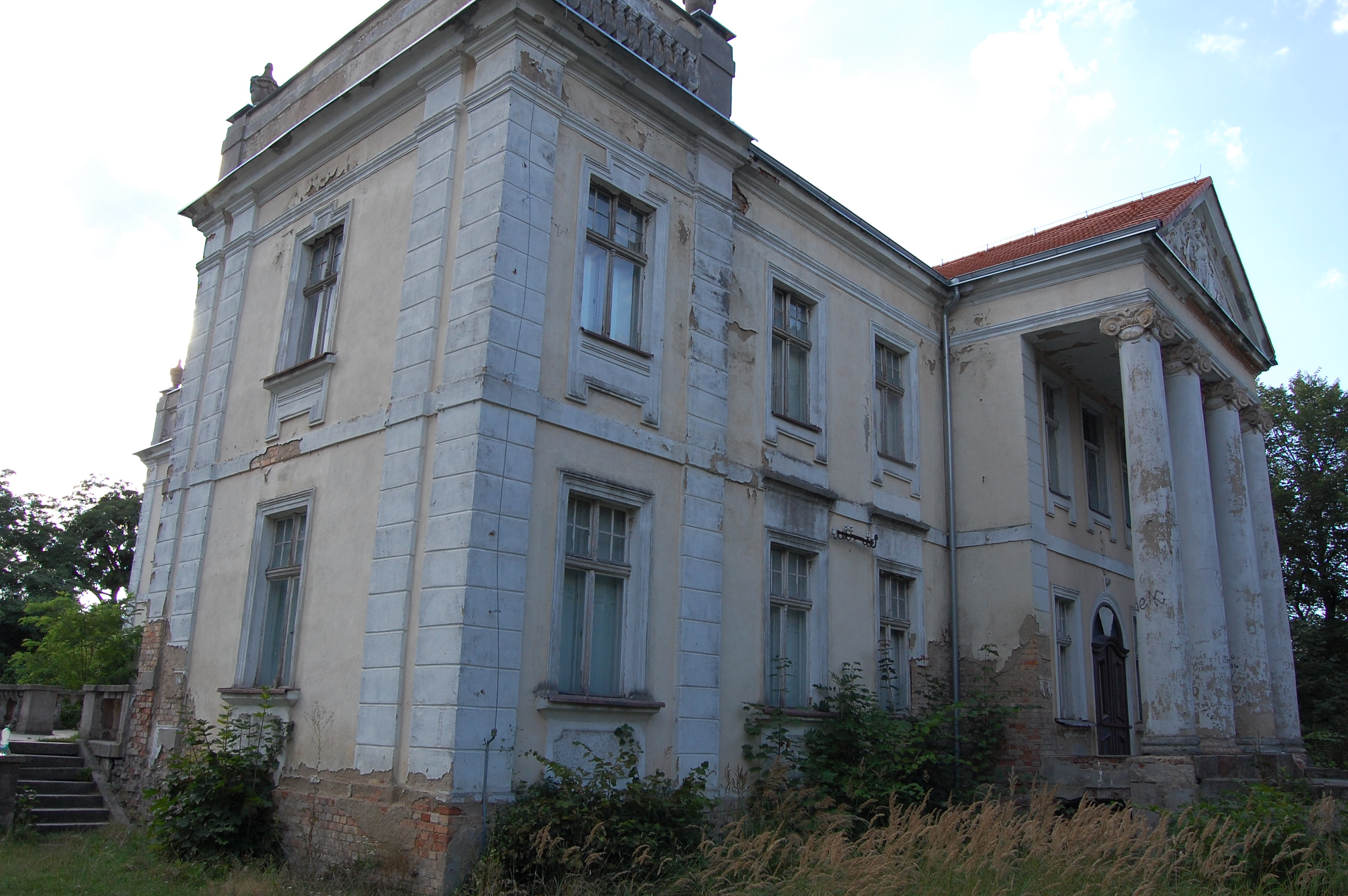
Pałac w Paruszewie z końca XIX w.